# Gare de La Trimouille
La gare de La Trimouille est une ancienne gare ferroviaire française de la ligne de Montmorillon à Saint-Aigny - Le Blanc, située sur le territoire de la commune de La Trimouille, dans le département de la Vienne en région Nouvelle-Aquitaine.
Elle est mise en service en 1885 par la Compagnie du chemin de fer de Paris à Orléans (PO) et fermée au service des voyageurs en 1933.
L'ancien bâtiment voyageurs, réaffecté en habitation privée est toujours présent sur le site de la gare.

## Situation ferroviaire
Établie à 130 mètres d'altitude, la gare de La Trimouille est située au point kilométrique (PK) 17,3 de la ligne de Montmorillon à Saint-Aigny - Le Blanc, entre les gares de Journet et de Liglet.
La ligne et les gares sont fermées et désaffectées du service ferroviaire.

## Histoire

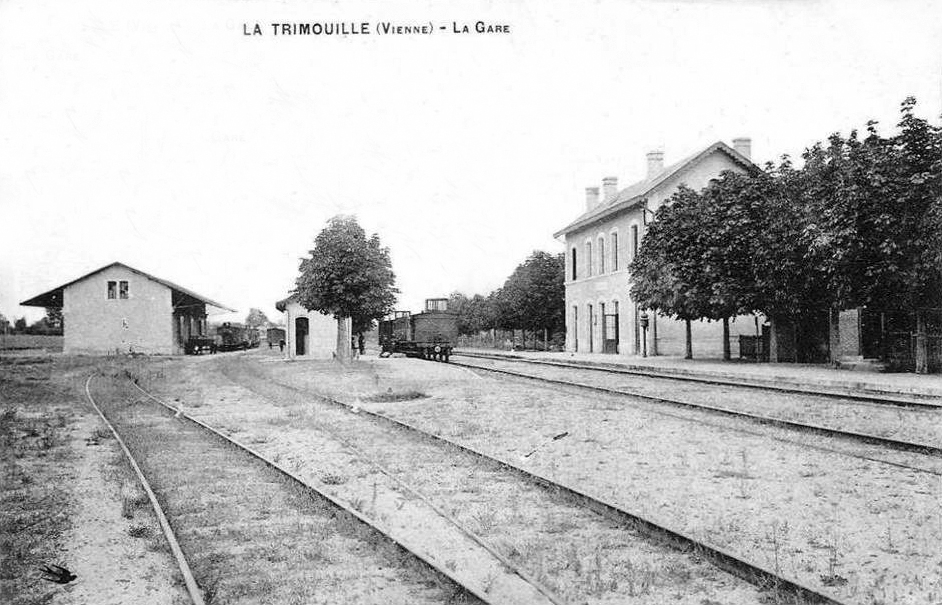
La gare vers 1900.

La station de La Trimouille est mise en service le 15 juin 1885 par la Compagnie du chemin de fer de Paris à Orléans (PO), lorsqu'elle ouvre à l'exploitation la première section de Montmorillon à La Trimouille, de sa ligne de Civray au Blanc. Elle est la station terminus de cette section.
Le bâtiment voyageurs d'un modèle type de la Compagnie a cinq ouvertures et un étage sous un toit à deux pans. C'est une gare qui permet le croisement des trains avec deux voies, la voie unique de la ligne et une voie d'évitement, toutes deux sont encadrées par un quai. Elle dispose également d'une halle à marchandises avec des voies de service.
La section suivante de La Trimouille au Blanc est mise en service le 12 août 1888.
La gare est fermée, comme la ligne, au service des voyageurs le 1er mars 1933.

## Patrimoine ferroviaire
L'ancien bâtiment voyageurs du PO, désaffecté du service ferroviaire est devenu un bâtiment privé.